# 戀豐腴
戀豐腴（英語：或），是一种因为超重或肥胖者的体重和身形对其具有的一种性吸引力。
戀豐腴的一种变种被称为“暴食主义”（feed(er)ism）或“增重”（gaining）。在这一过程中，性满足通过增重或帮助他人增加体脂来获得，而不一定需要通过肥胖本身。戀豐腴还包括“貪食”和“填料”，其性刺激的焦点是实际或模拟增重的感觉和特性。

## 延伸阅读
- Pardes, Arielle. . Vice (杂志). 2015-03-19  [2024-08-09]. （原始内容存档于2020-07-02）.
- Textor, Alex Robertson. . International Journal of Sexuality and Gender Studies. 1999, 4 (3): 217–239. S2CID 55158491. doi:10.1023/A:1023223013536. hdl:2027.42/44662 .